# Playmate
Playmate (engelska: "lekkamrat") var en kvinnlig fotomodell som poserade lättklädd eller naken i herrtidningen Playboy. Tidningen utkom månatligen 1953–2016 och därefter med 4–6 årliga nummer fram till nedläggningen i mars 2020. Den av numrets modeller som figurerade på mittuppslaget fick titeln   Playmate of the Month. För varje år uthöndes bland dessa en Playmate of the Year.

## Playmates (urval)
| - Traci Adell - Summer Altice - Pamela Anderson - Arlene Baxter - Qiana Chase - Julie Lynn Cialini - Carmella DeCesare - Kimberly Donley - Erika Eleniak - Marguerite Empey - Tiffany Fallon - Jami Ferrell - Victoria Fuller - Stacy Fuson - Kelly Gallagher - Anna-Marie Goddard - Jillian Grace - Heather Kozar | - Jayne Mansfield - Jenny McCarthy - Karen McDougal - Shanna Moakler - Lillian Müller - Jayde Nicole - Bettie Page - Alicia Rickter - Anka Romensky - Julia Schultz - Leisa Sheridan - Kathy Shower - Anna Nicole Smith - Carrie Stevens - Shannon Tweed - Sara Jean Underwood - Irina Voronina - Carrie Westcott - Victoria Zdrok |

## Svenska Playmates
- Lena Forsén
- Vendela Lindblom
- Ida Ljungqvist
- Sandra Nilsson
- Carina Persson
- Victoria Silvstedt